# Abdij Engelberg
De abdij van Engelberg (Duits: Kloster Engelberg) is een abdij van de benedictijnen in de plaats Engelberg in de kanton Obwalden in Zwitserland. De abdij was onderdeel van het prinsbisdom Konstanz, maar later werd het onderdeel van het prinsbisdom Chur. De abdij is gewijd aan Onze-Lieve-Vrouw van de Engelen en het grondgebied van de abdij omvatte grote delen van valleien in Nidwalden.

## Geschiedenis
Het klooster werd in 1120 door de heilige Koenraad van Seldenburen samen met de eerste abt, de latere heilige Adelhelmus, een monnik uit de Abdij Sankt Blasien, die als oprichter het habijt kreeg waardoor hij geen monnik meer was. Veel verschillende personen, waaronder verschillende keizers en pausen, verleenden een groot aantal belangrijke rechten aan de nieuwe abdij.  De eersten waren paus Callixtus II in 1124 en keizer Hendrik IV. De abdij viel direct onder het gezag van de Heilige Stoel en deze situatie bleef zo tot de oprichting van het Oude Eedgenootschap in 1602 toen Engelberg net zoals alle abdijen in Zwitserland onder een president en een kapittel kwam te staan.
In spiritueel opzicht voerde Engelberg een quasi-episcopale jurisdictie over al hun vazallen en ondergeschikten, inclusief de stad die rond de muren van de abdij ontstond en het recht om alle goederen van de kloosters in het gebied op te eisen. In wereldlijke zaken had de abdij de enige en absolute zeggenschap over een groot gebied, waaronder honderd-en-vijftien dorpen en steden die onder door een bul van paus Gregorius IX in 1236 onder de heerschappij van de abdij vielen. Deze rechten bleven tot de Franse Revolutie in 1798 gehandhaafd waarna de meeste van deze rechten werden afgenomen. De belangrijke positie die de abdij in Zwitserland zo veel eeuwen bekleedde werd door religieuze en politieke onrusten die de Reformatie en voornamelijk het snelle verspreiden van de leer van Zwingli met zich meebracht. Een aantal privileges werden gedurende deze periode niet tot uitvoer gebracht.
De problemen en ongeregeldheden die de abdij onderging warden tot stilstand gebracht door het verstandige bestuur van de abt Benedictus Sigrist die in de zeventiende eeuw de hersteller van zijn abdij werd genoemd.  Verloren geraakte bezittingen werden door hem persoonlijk teruggevonden en het goede werk waarmee hij begonnen was werd door zijn opvolgers voortgezet. Onder zijn opvolgers floreerden de geestelijke discipline en studie en er ontstond zelfs een vorm van trots. Van de bibliotheek werd gezegd dat er meer dan tienduizend werken en tweehonderd stukken voor koormuziek bezat, maar de bibliotheek werd helaas tijdens de Franse Revolutie in 1798 geplunderd. Ironisch genoeg bleef de geestdrift van de kerkelijke leer en de bescherming van kennis voortbestaan, want heden ten dage bezit de bibliotheek een volledige reeks van de geschriften van Maarten Luther bezit. De gebouwen van de abdij werden in 1727 door een brand bijna geheel verwoest. De gebouwen werden daarna substantieel, echter niet in een mooie stijl, herbouwd en deze gebouwen staan nog steeds overeind.
In 1873 stichtte een kolonie uit Engelberg de Conception Abbey in Conception (Missouri) in de Verenigde Staten. In 1882 werd de Mount Angel Abbey in Mount Angel (Oregon) in de Verenigde Staten gesticht.

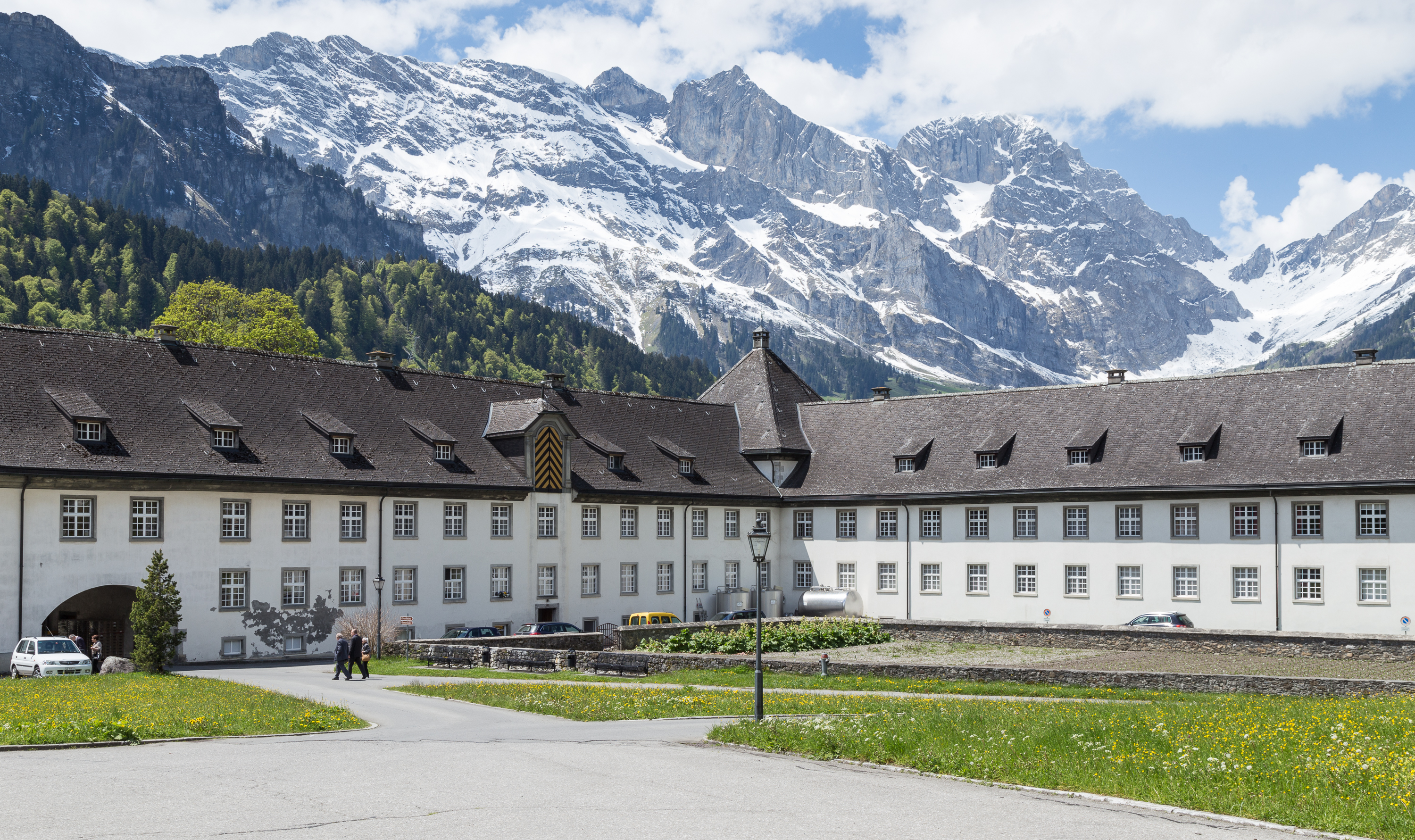
in de abdij
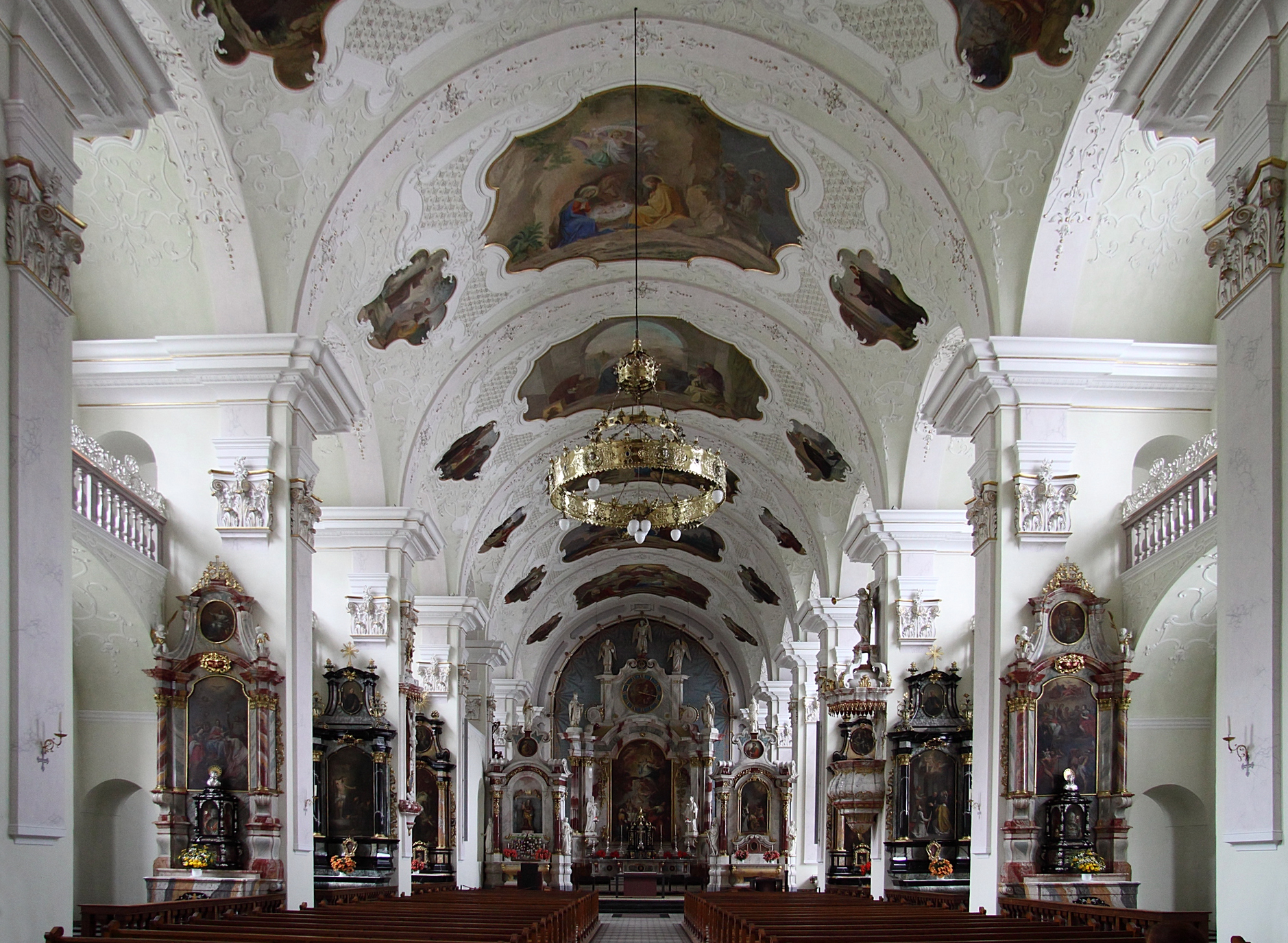
Interieur van de abdijkerk
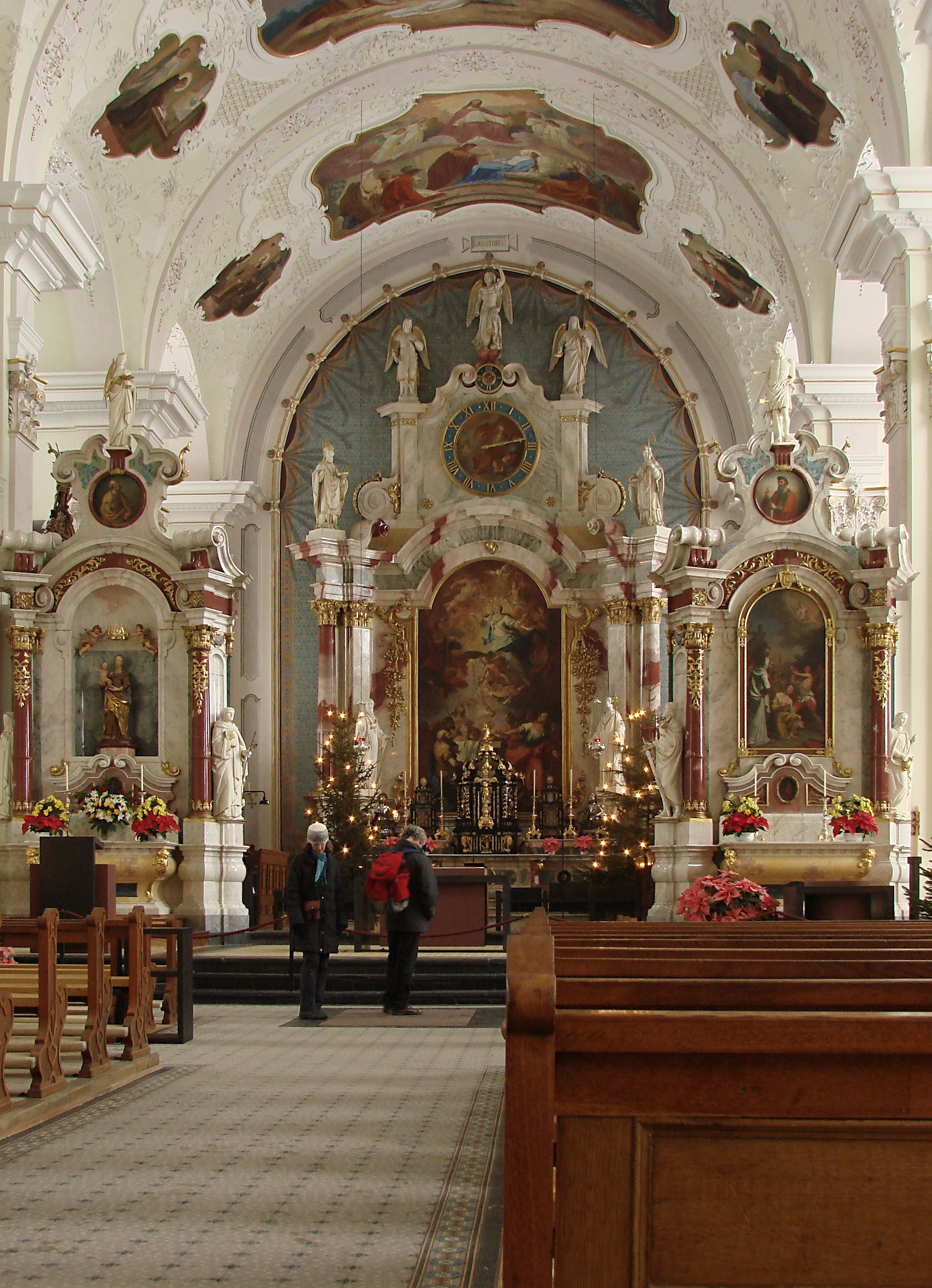
Altaarruimte van de abdijkerk
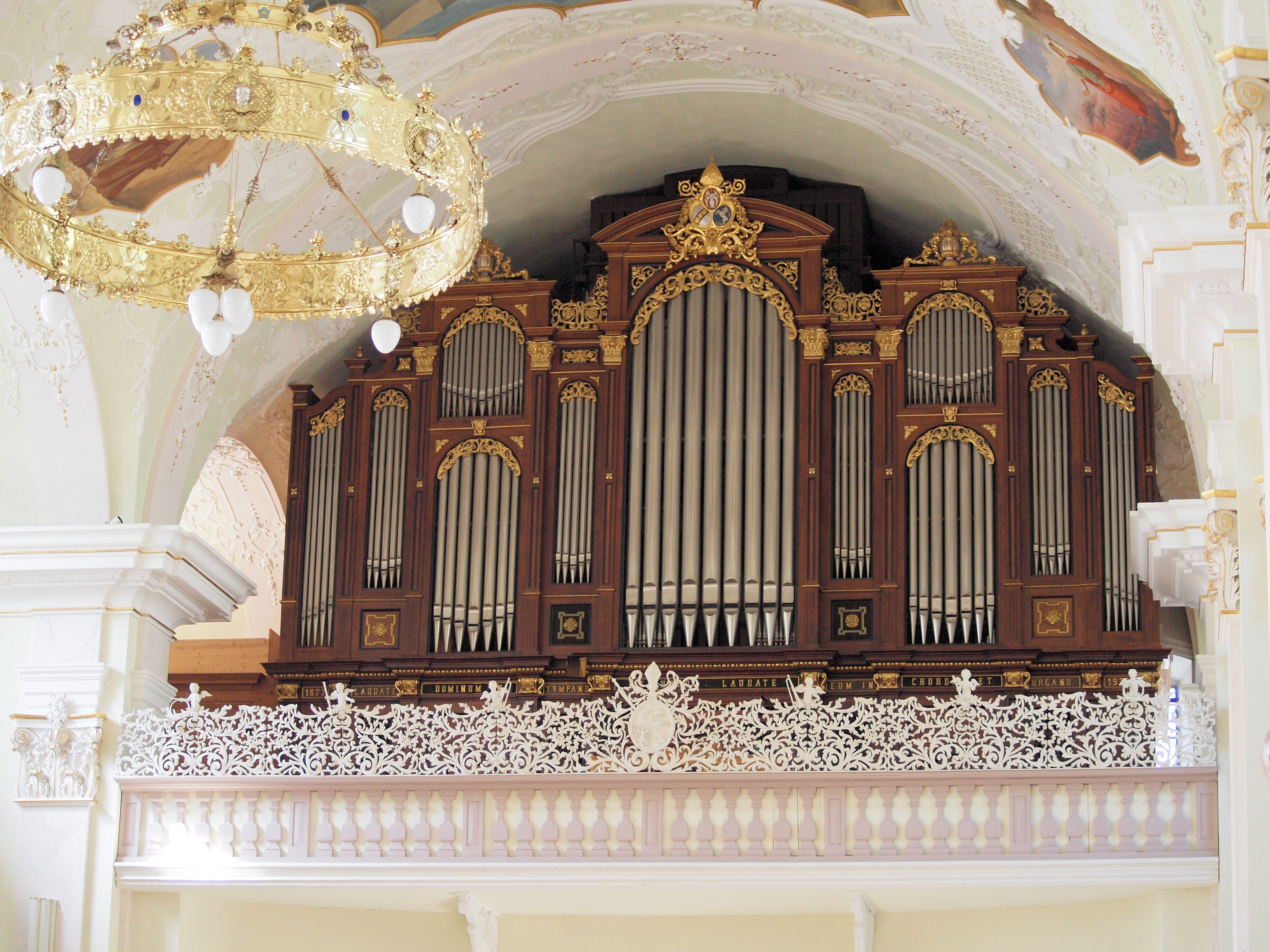
Het hoofdorgel van de abdijkerk
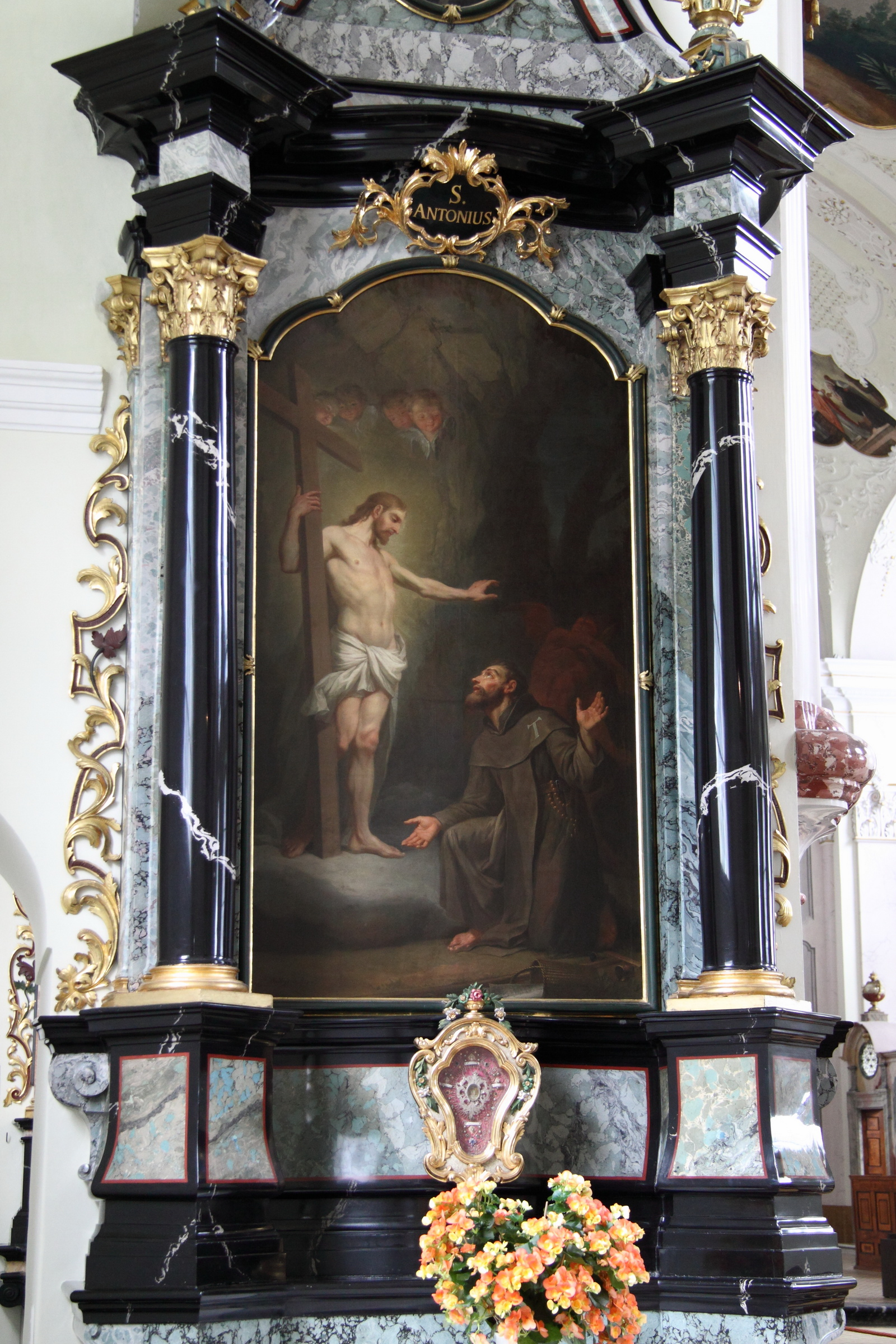
Zijaltaar van de heilige Antonius
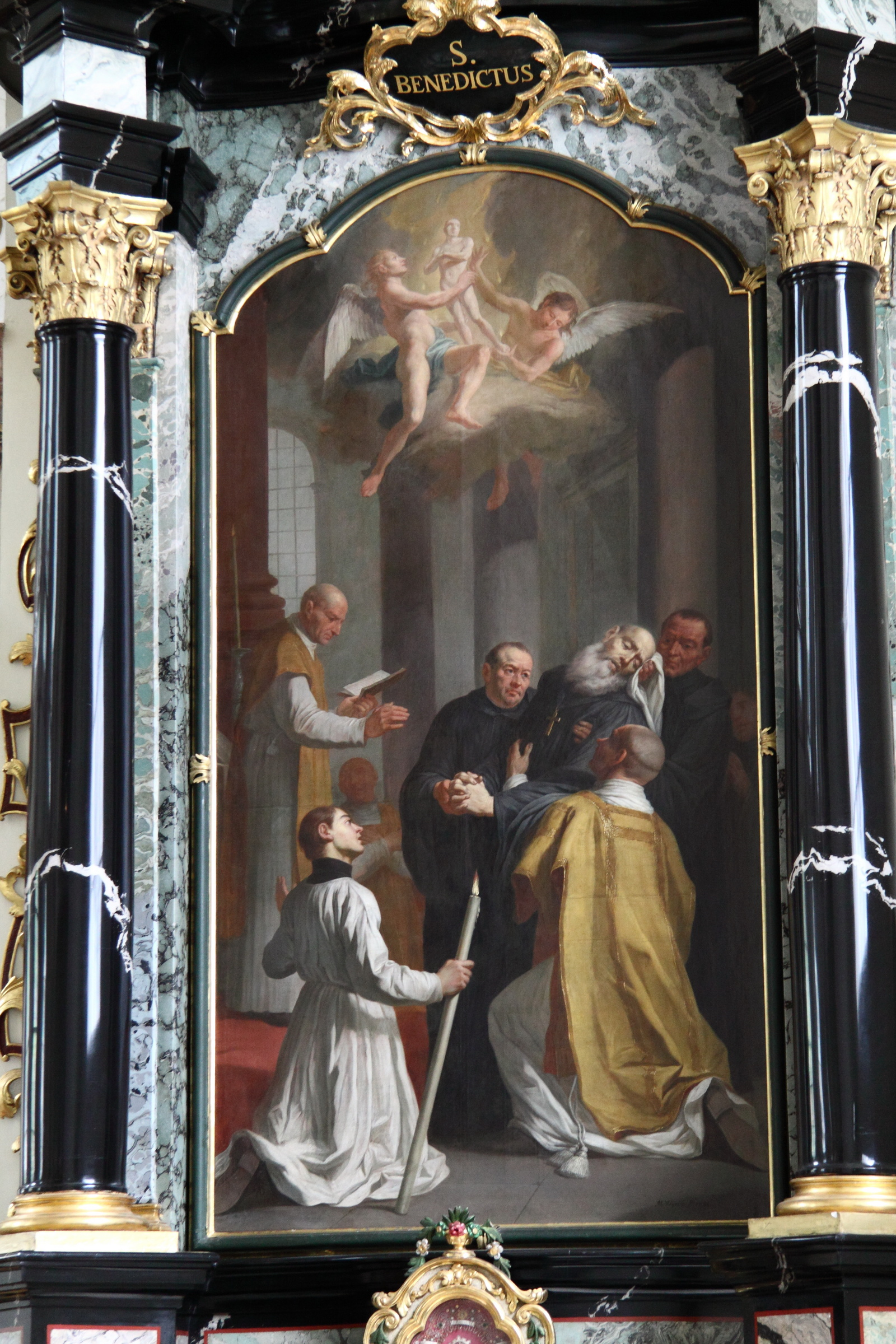
Seitenaltar S. Benedictus
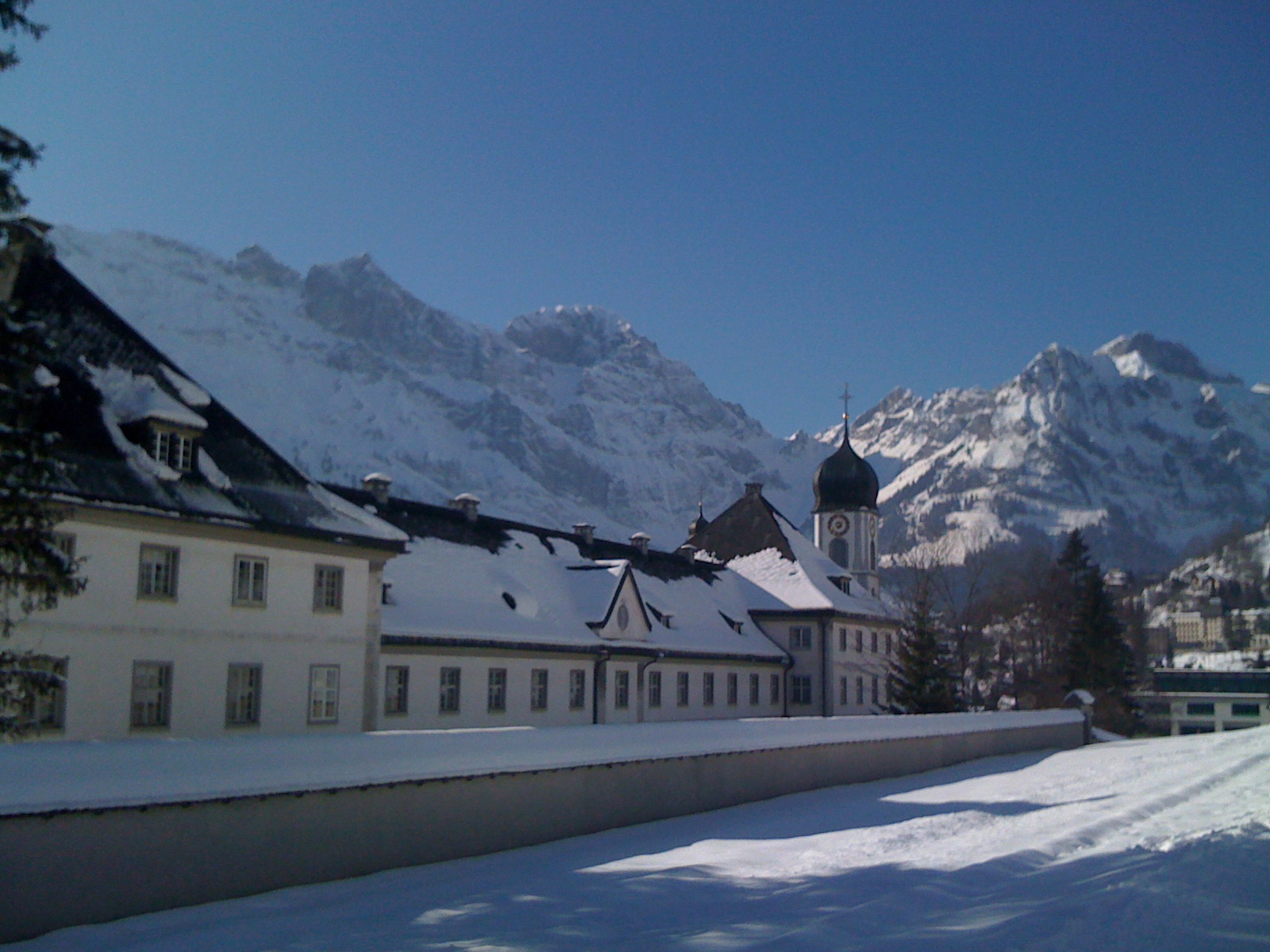
Das Kloster im Winter
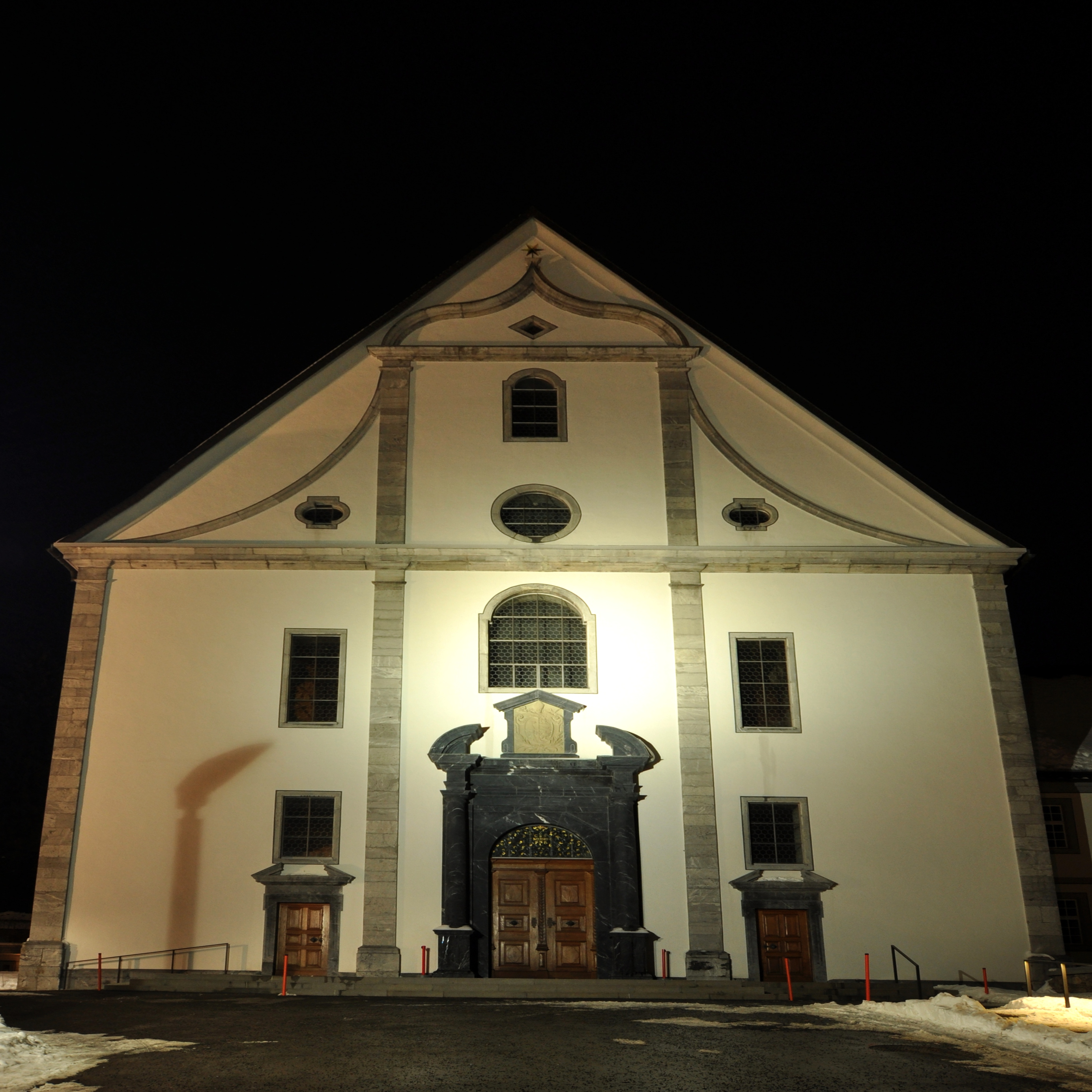
Die Portalfassade der Klosterkirche bei Nacht
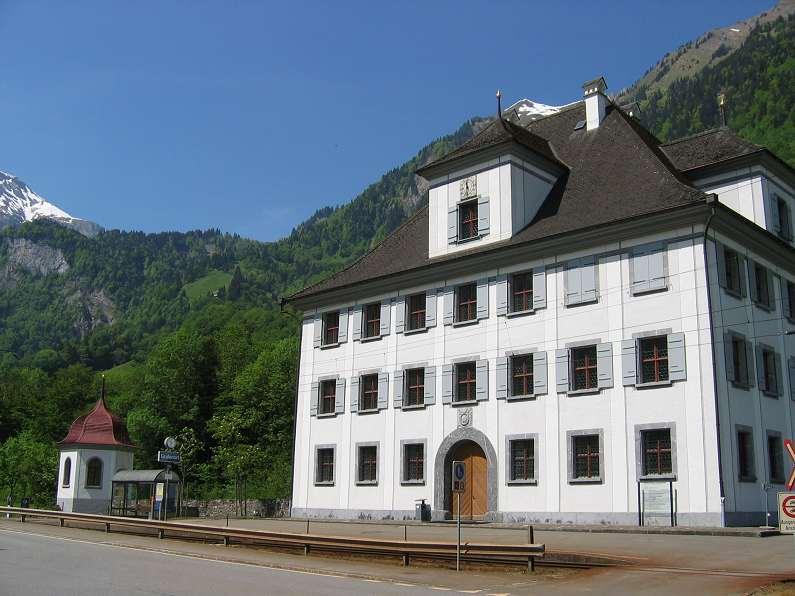
Herrenhaus Grafenort